# 49号州际公路
49号州际公路（英語：Interstate 49，简称I-49）是美国州际公路系统的一部分，全部位于路易斯安那州。南起拉法叶（与10号州际公路交汇），北至什里夫波特（与20号州际公路交汇）。全长208.60英里（335.71公里）。